# Droga wojewódzka nr 407
Droga wojewódzka nr 407 (DW407) – droga wojewódzka o długości 33 km, leżąca na obszarze województwa opolskiego. Trasa ta łączy Nysę z Łącznikiem (DW414). Droga leży na terenie powiatu nyskiego i powiatu prudnickiego.

## Miejscowości leżące przy trasie DW407

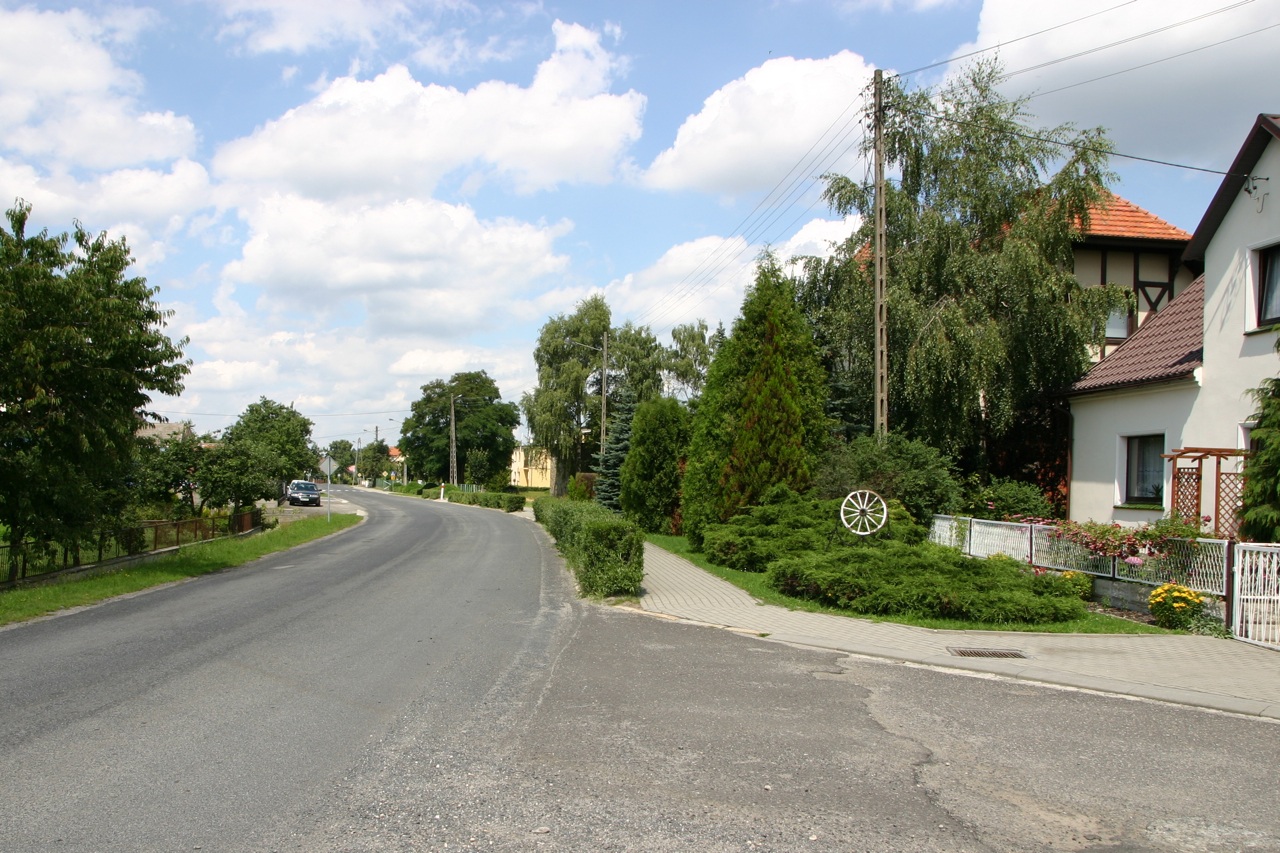
Droga w Łączniku

- Nysa (DK41)
- Konradowa
- Wyszków Śląski
- Kubice
- Włodary
- Rynarcice
- Kuropas
- Korfantów (DW405)
- Stara Jamka
- Pogórze
- Łącznik (DW414)